# Глазные плёнки
Глазные плёнки — дози́рованная твёрдая лекарственная форма, представляющая собой одно- или многослойные тонкие пластинки, содержащие одно или несколько действующих веществ и вспомогательные, в основном плёнкообразующие, вещества. Плёнка помещается в конъюнктивальный мешок.

## Состав

### Действующие вещества
При создании плёнок используют природные и синтетические полимеры, не взаимодействующие с действующими веществами и склонные к постепенному высвобождению действующих веществ. Плёнки могут быть получены из пищевых и водорастворимых полимеров, а также сополимеров. Благодаря этому глазные плёнки не нужно вынимать из глаза после лечения, так как они постепенно растворяются в глазу. Вводятся действующие вещества в виде раствора, суспензии или эмульсии.

### Вспомогательные вещества
В качестве вспомогательных веществ используют пластификаторы, адгезивные вещества, стабилизаторы, антимикробные консерванты. Вспомогательные вещества призваны осуществить контролируемое высвобождение действующих веществ в заданный период времени и другие характеристики лекарства.